# Oji Paper Company

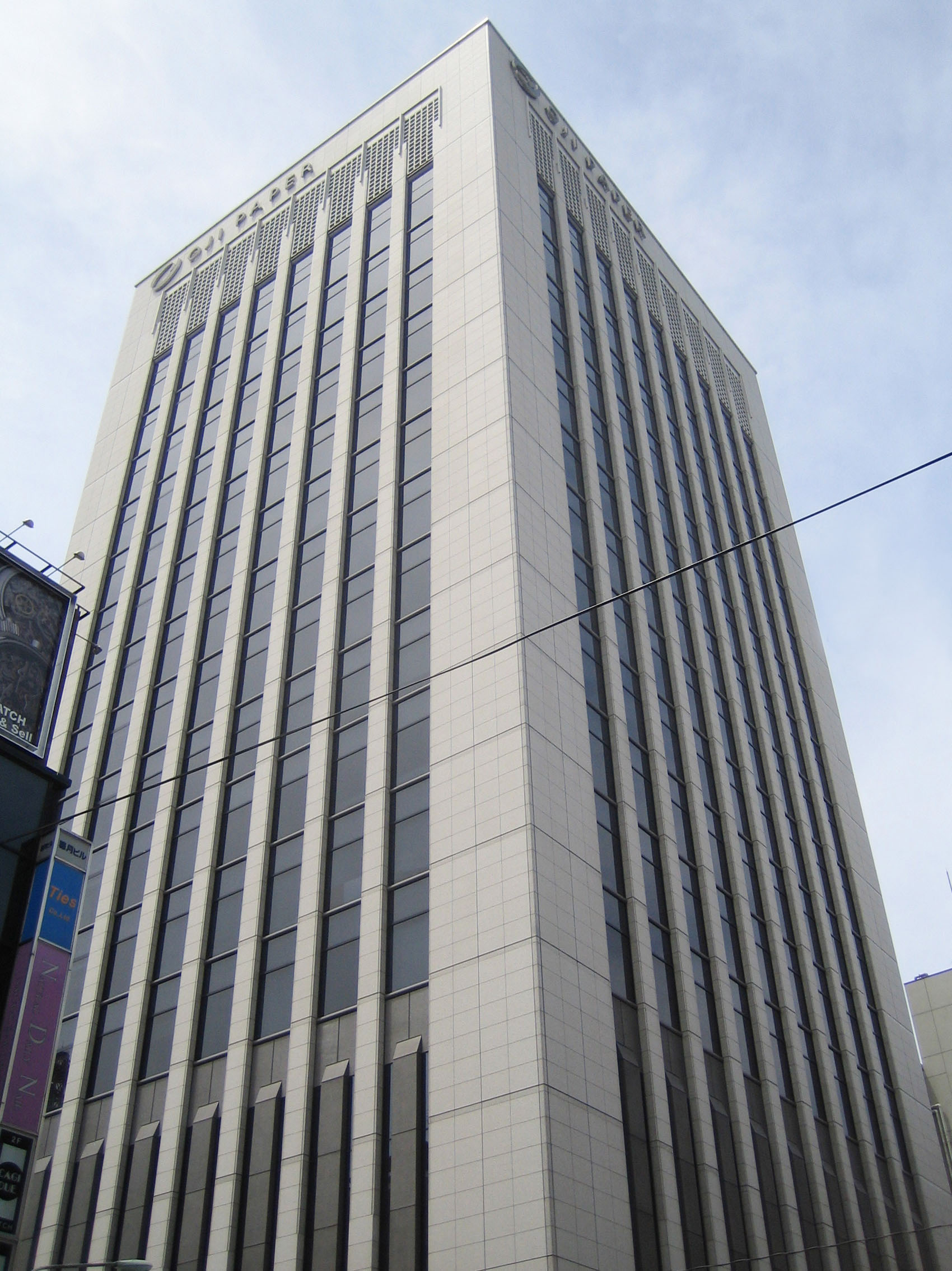
Sede da Oji Paper Company em Chuo, Tóquio.

Oji Holdings Corporation (王子 ホ ー ル デ ィ ン グ ス 株式会社, "Ōji Hōrudingusu Kabushiki-kaisha") é uma indústria japonesa no ramo de papel e celulose. Em 2012, a empresa foi classificada como a terceira maior empresa global, incluindo em suas atividades suas operações com plantação de árvores para extração de celulose, produção de papel para impressão e papelão e papel ondulado para embalagem. As ações da empresa estão listadas na Bolsa de Valores de Tóquio e as ações fazem parte do índice de ações do Nikkei 225.

## Operações
Oji Paper produz papel para impressão e papeis de uso geral além de  para embalagem. Também fabrica produtos químicos utilizados na produção de papel especiais e equipamentos para fabricação de embalagem. Atua com produtos adesivos filmes funcionais, além de energia renovável, matéria-prima e combustível.
A empresa possui 86 plantas industriais em todo o Japão e operações com plantio de árvores na Austrália, Brasil, Canadá, China, Alemanha, Nova Zelândia e outros países em todo o mundo. Em março de 2015 contava com 33 668 postos de trabalho direto.

## História

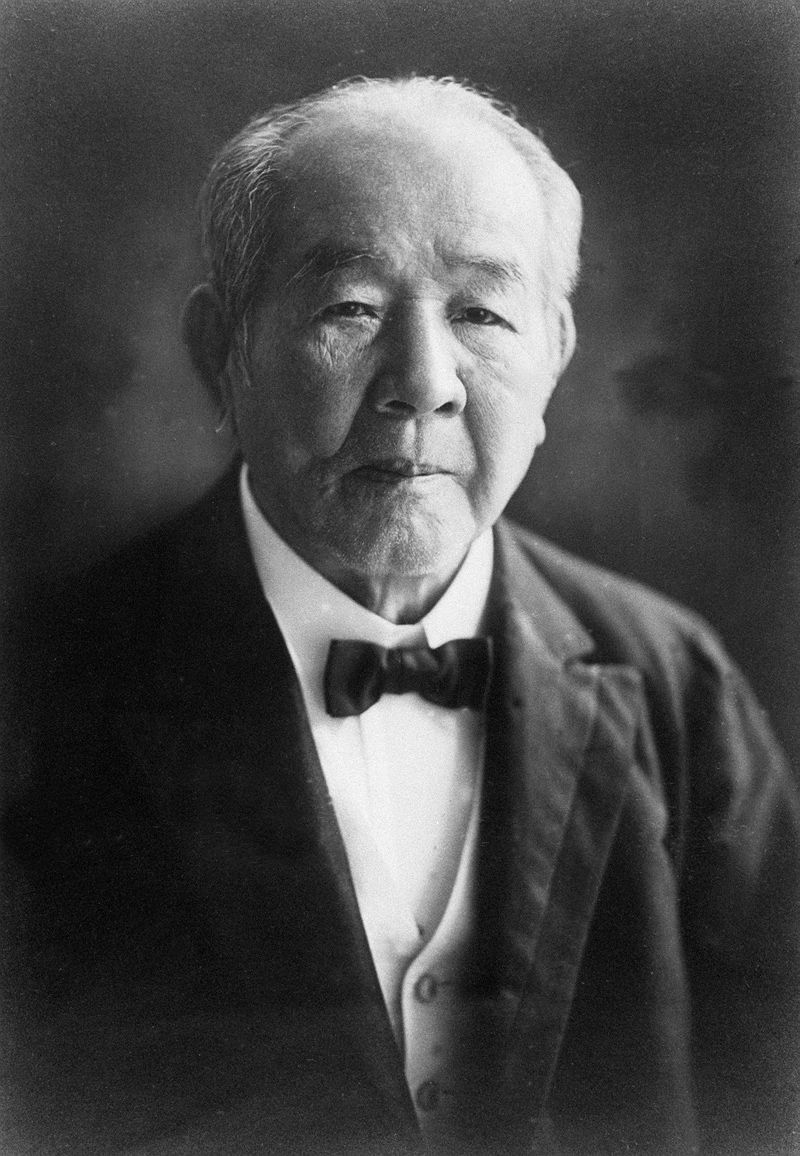
Shibusawa Eiichi.

A Oji Paper Company foi fundada em 12 de fevereiro de 1873 pelo empresário e industrial Shibusawa Eiichi com o nome de Shoshi Kaisha (抄紙 会 社). Os moinhos para obtenção da polpa de madeira e celulose foram construídos em 1875 na vila de Ōji, na época um subúrbio de Tóquio, e em 1889 em Shizuoka. Em 1893, Shibusawa deu novo nome a empresa que passou a ser conhecida com Oji Paper local da instalação de sua primeira fábrica.
Em 1933, a Oji Paper se fundiu com Fuji Paper e Karafuto Industries, constituindo uma corporação oligopolística com 80% do mercado de papel japonês.
Após a Segunda Guerra Mundial, para evitar atividades anti concorrência causadas pela concentração de negócios, foi implementada uma lei de descentralização de poder econômico, e a Oji Paper foi dividida em três empresas: Tomakomai Paper, Jujo Paper e Honshu Paper.
A Tomakomai Paper após sua expansão na cidade de Kasugai em 1952, Aichi, a empresa foi renomeada  como Oji Paper Industries e, em 1960, recebeu novamente o nome de Oji Paper. A Oji Paper expandiu seus negócios através da aquisição de concorrentes, incluindo a Kita Nippon Paper, Nippon Pulp Industries e Toyo Pulp.
Em 1993, a Oji Paper se fundiu com a Kanzaki Paper para se tornar o New Oji Paper, e em 1996, New Oji Paper e Honshu Paper se uniram novamente para se tornar o Oji Paper.
Em 2012, o Oji Paper passou a ser a holding das empresas com um novo nome comercial Oji Holdings Corporation.